# Werner Weisenburger
Werner Weisenburger (* 18. September 1954) ist ein Generalmajor a. D. der Bundeswehr. Er war bis zum 31. Dezember 2017 Amtschef des Streitkräfteamtes.

## Leben
Seine Dienstzeit bei der Bundeswehr begann 1973 beim Panzerartilleriebataillon 305 in Donauwörth. Später war er u. a. Chef des Stabes der Deutsch-Französischen Brigade und der letzte Kommandeur der Panzergrenadierbrigade 7 (bis 2004). In den Jahren 2006 bis 2009 war er Stellvertreter des Amtschefs Streitkräfteamt (SKA) unter Thomas Wollny. Als solcher war er ab April 2006 auch Kommandeur Bundeswehrschulen und General streitkräftegemeinsame Ausbildung. Von 2009 bis 2013 war Weisenburger Verteidigungs- und Heeresattaché an der Botschaft Paris. Im September 2013 wurde er Amtschef des Streitkräfteamtes. Der Übergabeappell an seinen Nachfolger, Brigadegeneral Franz Weidhüner, fand statt am 14. Dezember 2017.

## Fall Franco A.
Als Amtschef SKA war Weisenburger Vorgesetzter des Oberleutnants Franco A., der 2013 an der Militärakademie Saint-Cyr eine Masterarbeit mit völkisch-nationalistischen, rassistischen und antisemitischen Passagen vorgelegt hatte. Im Rahmen der disziplinären Würdigung hatte Weisenburger von einer Disziplinarmaßnahme abgesehen und Franco A. lediglich schriftlich belehrt. Dies wurde durch die Terrorermittlungen gegen Bundeswehrsoldaten ab 2017 bekannt. Daraufhin ließ die Verteidigungsministerin Ursula von der Leyen ein Disziplinarverfahren gegen Weisenburger einleiten. Das förmliche Disziplinarverfahren wurde am 16. Mai 2017 wegen des Verdachts einer Dienstpflichtverletzung gegen ihn und den Rechtsberater des SKA, Stephan Hedrich eingeleitet.  Zur Generalstagung im Mai 2017 in Berlin war er als Amtschef des SKA zunächst eingeladen, wurde jedoch kurz vor dem Beginn ohne Angabe von Gründen wieder ausgeladen.

## Rehabilitierung
Unter Ausschluss der Öffentlichkeit erhielt Weisenburger am 30. Dezember 2017 per Einschreiben die Mitteilung, dass die Ermittlungen gegen ihn eingestellt wurden. Generalinspekteur Volker Wieker teilte ihm ferner mit: Eine schuldhafte Verletzung dienstlicher Pflichten konnte nicht festgestellt werden. Auch Stephan Hedrich wurde rehabilitiert.

## Weitere Mitgliedschaften
Mitglied im Vorstand der Deutschen Gesellschaft für Wehrtechnik (DWT) mit engen Verbindungen zu den militärischen Organisationsbereichen der Bundeswehr.